# Кайперт, Гельмут
Ге́льмут (Хе́льмут) Ка́йперт (нем. Helmut Keipert, произносится [ˈhɛlmuːt ˈka͜ɪpəʁt], 19 ноября 1941, Грайц) — немецкий славист, специалист в области славянского языкознания. Доктор наук (doctor habilitatus), ординарный профессор славянской филологии, директор Славистического семинара Боннского университета (1977—2007), профессор-эмеритус Боннского университета (с 2007 г.), член-корреспондент Гёттингенской академии наук (с 1997 г.), член-корреспондент Баварской академии наук (с 2001 г.), почетный доктор Института русского языка им. В. В. Виноградова (с 2011 г.).

## Биография
Родился и рос в Грайце (Тюрингия) в семье врача-гинеколога (мать Шарлотта Кайперт, Dr. med. Charlotte Keipert-Umbreit) и преподавателя истории и немецкого языка и литературы (отец Ганс Кайперт, Dr. phil. Hans Keipert, Oberstudienrat). Закончив гимназию в Мёрсе, куда семья переехала в 1957 г., он в 1961 г. поступил в Боннский университет, где изучал славистику, классическую филологию (латинистику) и общее и сравнительное языкознание. Согласно традициям немецкого академического образования, Кайперт провел летний семестр 1963 г. в Марбургском университете, где он учился у Герберта Бройера, знаменитого ученика Макса Фасмера.
Первую диссертацию (Promotion), посвященную истории текста и морфологии имени «Временника» Ивана Тимофеева, Кайперт защитил в 1967 г. в Боннском университете под руководством Маргареты Вольтнер, другой знаменитой ученицы Макса Фасмера. Вторая диссертация (Habilitation), защищенная также в Боннском университете в 1974 г., представляет собой объемное исследование прилагательных на -тельн- в славянских языках. (Эта продуктивная церковнославянская и греческая словообразовательная модель, как показал Кайперт, была заимствована в русский литературный язык (откуда она в различной степени получила дальнейшее распространение во всех славянских языках) и представляет собой специфически книжное средство выражения.)
С 1967 по 1977 г. Кайперт был ассистентом Мирослава Кравара (преемника Маргареты Вольтнер) в Славистическом семинаре Боннского университета. В 1977 г. он выиграл конкурс и получил профессуру по славянскому языкознанию в Боннском университете. В должности профессора Боннского университета он проработал до своего выхода на пенсию в 2007 г.
В 1984 г. Кайперт был избран экспертом Немецкого научно-исследовательского сообщества (DFG) и оставался в этой должности по 1992 г. С 1990 по 2013 г. он был одним из соиздателей авторитетного научного журнала «Zeitschrift für slavische Philologie». В 1990—1992 гг. Кайперт исполнял функции декана Философского факультета Боннского университета. В 1995—2004 гг. он был членом центрального комитета Фонда им. Александра фон Гумбольдта. Со времени основания российского журнала «Русский язык в научном освещении» в 2001 г. Кайперт является членом его редакционной коллегии. В 2011 г. Институт русского языка им. В. В. Виноградова присвоил Гельмуту Кайперту звание почетного доктора.

## Вклад в науку
Г. Кайперт занимается почти всеми славянскими языками и привлекает для сравнения неславянские языки.
В центре его научных интересов, среди прочего, находятся возникновение и развитие литературных языков и их кодификация в грамматиках, словарях и разговорниках. Особенный акцент в своих историко-языковых исследованиях Кайперт делает на расширении социальных функций языка в жизни языкового сообщества, на развитии словарного запаса благодаря переводам с других языков, а также на языковых контактах.
Значительное число его публикаций посвящено различным аспектам истории русского языка. К числу фундаментальных исследований относятся «История русского языка как история переводов» (1982, нем. «Russische Sprachgeschichte als Übersetzungsgeschichte»), «История русского литературного языка» (1984, 2-е изд. 1999, нем. «Geschichte der russischen Literatursprache»), «Русский язык на пути к мировому языку: славянский вариант буллы Ферраро-Флорентийского собора от 6 июля 1439 г.» (1987, нем. «Der Weg des Russischen zur Weltsprache: Das slavische Alternat der Konzilsbulle von Ferrara-Florenz vom 6. Juli 1439»), «Крещение Руси и история русского литературного языка» (1988, в русском переводе 1991, нем. «Die Christianisierung Rußlands als Gegenstand der russischen Sprachgeschichte»), «Крещение Киевской Руси как лексикологическая проблема» (1993, нем. «Die Christianisierung der Kiever Rusʹ als lexikologisches Problem») и др.
В своей «Истории русского литературного языка» Кайперт применяет функциональный подход к истории стандартизации («олитературивания») языка, исходя из четырех критериев Пражской лингвистической школы: (1) поливалентность (применение во всех сферах социальной жизни), (2) стилистическая дифференцированность, (3) нормированность и кодификация нормы в грамматиках и словарях, (4) обязательность нормы для всех членов языкового сообщества. Согласно концепции Кайперта, историю любого литературного, то есть стандартного, языка следует представлять как историю этих четырех критериев (см. также его статью 1985 г. «Old and new problems of the Russian literary language (Arguments for a new kind of Russian linguistic history)»). В свете этой концепции русский язык не сразу приобрел все эти качества. Становление русского языка как стандартного невозможно датировать конкретным периодом. Этот процесс занял несколько веков (с X/XI по XIX в.). Кроме того, в разных сферах социальной жизни он протекал с разной интенсивностью. Например, в сфере некоторых ремесел разговорный русский язык применялся уже в древнейшее время, тогда как в сферу религии русский язык проникает довольно поздно (полная русская Библия впервые вышла в свет в 1876 г.). Функциональный подход Кайперта к истории стандартизации русского языка принципиально отличается от традиционных представлений об истории языка как истории нормы или исторической стилистики.
Отдельный цикл работ Кайперта посвящен доломоносовским грамматикам русского языка (Глюк, Паус, Шванвиц, Адодуров и др.), истории грамматической терминологии, а также истории отдельных слов и понятий.
Перу Кайперта принадлежит нетрадиционная интерпретация языковых воззрений М. В. Ломоносова. Так, в статьях, посвященных «Предисловию о пользе книг церковных», вопреки общепринятому мнению, Кайперт доказывает, что цель Ломоносова заключалась не в том, чтобы предложить теорию трех стилей, хорошо известную со времен античной риторики, а в том, чтобы продемонстрировать богатый потенциал русской лексики. Благодаря этому потенциалу теория трех стилей может успешно применяться в произведениях разных жанров на русском языке. Возможную нехватку лексики для высокого стиля Ломоносов предлагает восполнять за счет церковнославянской лексики.
С середины 2000-х гг. Гельмут Кайперт интенсивно занимается темами, связанными с историей сербского и хорватского литературных языков в XIX в., а также с историей славистики.
Особенное место в его научной деятельности занимает исследование церковнославянского языка как одного из языков европейской культуры.

## Избранные публикации

### На русском языке
- Крещение Руси и история русского литературного языка, Вопросы языкознания 1991(5), 86-112. [Перевод с немецкого: Die Christianisierung Rußlands als Gegenstand der russischen Sprachgeschichte, в: Tausend Jahre Christentum in Rußland. Zum Millennium der Taufe der Kiever Rus’, ред. K. Chr. Felmy, G. Kretschmar, F. von Lilienfeld, C.-J. Roepke. Göttingen 1988, 313—346.]
- Церковные книги в «Предисловии о пользе книг церковных в российском языке» М. В. Ломоносова, Русистика сегодня 1995(4), 31-46. [Перевод с немецкого: Die knigi cerkovnye in Lomonosovs «Predislovie o pol’ze knig cerkovnych v rossijskom jazyke», Zeitschrift für slavische Philologie 54(1) (1994), 21-37.]
- Церковнославянский язык: Круг понятий, Словѣне 6.1 (2017), 8-75. [Перевод с немецкого: Kirchenslavisch-Begriffe, в: Die slavischen Sprachen: Ein internationales Handbuch zu ihrer Struktur, ihrer Geschichte und ihrer Erforschung, ред. Karl Gutschmidt, Sebastian Kempgen, Tilman Berger, Peter Kosta, том 2, Berlin 2014, 1211—1252.]

### На других языках
- Beiträge zur Textgeschichte und Nominalmorphologie des «Vremennik Ivana Timofeeva». (Phil. Diss.) Bonn 1968.
- Die Adjektive auf -telьnъ. Studien zu einem kirchenslavischen Wortbildungstyp. 2 тома. Wiesbaden 1977/1985.
- Russische Sprachgeschichte als Übersetzungsgeschichte, в: Slavistische Linguistik 1981. Referate des VII. Konstanzer Slavistischen Arbeitstreffens. Mainz 30.9.-2.10.1981, ред. Wolfgang Girke, München 1982, 67-101.
- Geschichte der russischen Literatursprache, в: Handbuch des Russisten, ред. Helmut Jachnow, Wiesbaden 1984, 444—481; 2-е изд.: Handbuch der sprachwissenschaftlichen Russistik und ihrer Grenzdisziplinen, ред. Helmut Jachnow, Wiesbaden 1999, 726—779.
- Old and new problems of the Russian literary language (Arguments for a new kind of Russian linguistic history), в: The formation of the Slavonic literary languages. Proceedings of a conference held in memory of Robert Auty and Anne Pennington at Oxford 6-11 July 1981, ред. G. Stone, D. Worth. Columbus, Ohio 1985, 215—224.
- Der Weg des Russischen zur Weltsprache: Das slavische Alternat der Konzilsbulle von Ferrara-Florenz vom 6. Juli 1439, в: Slavistische Linguistik 1986. Referate des XII. Konstanzer Slavistischen Arbeitstreffens, Frankfurt am Main/Riezlern 16.-19.9.1986, ред. G. Freidhof, P. Kosta. München 1987, 233—276.
- M. V. Lomonosovs Predislovie o polʹze knig cerkovnych v rossijskom jazyke (1757/58) als Entwurf eines linguistischen Modells für das Schrifttum Rußlands im 18. Jahrhundert, в: Studia z filologii polskiej i słowiańskiej. Том 28. Warszawa 1991, 81-95.
- Die Christianisierung der Kiever Rusʹ als lexikologisches Problem, в: Millennium Russiae Christianae. Tausend Jahre Christliches Russland. 988—1988. Vorträge des Symposiums anlässlich der Tausendjahrfeier der Christianisierung Russlands in Münster vom 5. bis 9. Juli 1988, ред. G. Birkfellner, Köln, Weimar, Wien 1993, 137—162.
- J. E. Glück, Grammatik der russischen Sprache (1704). Hrsg. und mit einer Einleitung versehen von H. Keipert, B. Uspenskij und V. Živov. Köln, Weimar, Wien 1994.
- Pope, Popovskij und die Popen. Zur Enstehungsgeschichte der russischen Übersetzung des «Essay on Man» (1754-57). Göttingen 2001.
- «Rozmova/Besěda»: Das Gesprächsbuch Slav. № 7 der Bibliothèque nationale de France. Zeitschrift für slavische Philologie 60,1 (2001), 9-40.
- Compendium Grammaticae Russicae (herausgegeben in Verbindung mit Andrea Huterer), München 2002.
- Das «Sprache»-Kapitel in August Ludwig Schlözers «Nestor» und die Grundlegung der historisch-vergleichenden Methode für die slavische Sprachwissenschaft. Mit einem Anhang: Josef Dobrovskýs «Slavin»-Artikel «Über die Altslawonische Sprache nach Schlözer» und dessen russische Übersetzung von Aleksandr Chr. Vostokov. Ред. H. Keipert, M. Šm. Fajnštejn. Göttingen 2006.
- Die Pallas-Redaktion der Petersburger Vocabularia comparativa und ihre Bedeutung für die Entwicklung der slavischen Sprachwissenschaft. Historiographia Linguistica 40,1-2 (2013), 128—149.
- Obzori preporoda: Kroatističke rasprave, ред. Tomislav Bogdan, Davor Dukić, Zagreb 2014 [собрание кроатистических сочинений Кайперта в переводе на хорватский язык].

### На русском языке
- Верещагин, Е. М.: Вступительное слово к статье Крещение Руси и история русского литературного языка, Вопросы языкознания 1991(5), 85-86.
- Сазонова, Лидия Ивановна и др.: К юбилею Г. Кайперта, Славяноведение 2002(1), 3-52.

### На других языках
- Bunčić, Daniel: Helmut Keipert zum 80. Geburtstag. Bulletin der deutschen Slavistik 27 (2021), 51-53.
- Bunčić, Daniel & Trunte, Nikolaos (Hg.): Iter philologicum: Festschrift für Helmut Keipert zum 65. Geburtstag, München 2007.
- Podtergera, Irina (Hg.): Schnittpunkt Slavistik: Ost und West im wissenschaftlichen Dialog. Festgabe für Helmut Keipert zum 70. Geburtstag, 3 тома, Göttingen 2012.
- Тасева, Лора: Хелмут Кайперт на 70 години, Българистика/Bulgarica 22 (2011), 71-82.